# コース・ムレンハウト
コース・ムレンハウト（Koos Moerenhout、1973年11月5日 - ）は、オランダ、アヒトヒュイゼン出身の自転車競技（ロードレース）選手。

## 経歴
1996年、ラボバンクと契約を結んでプロ転向。
1997年
- ブエルタ・ア・エスパーニャ初出場、総合65位。

1998年
- ツール・ド・フランス初出場、総合44位。

2000年、ドモ＝ファルモ・フリテスに移籍
- ジロ・デ・イタリア初出場、第14ステージ棄権。

2005年
- ブエルタ・ア・エスパーニャ総合12位。

2006年、フォナックに移籍。
2007年、ラボバンクに復帰。
- 国内選手権・個人ロードレース優勝。

2009年
- 国内選手権・個人ロード優勝
- 世界選手権・個人タイムトライアル7位。

2010年
- エネコ・ツアー総合2位、第3ステージで、同レース総合優勝のトニー・マルティンを同タイムゴールで下し勝利。同年シーズン限りで引退。